# Dmitrij Barinow
Dmitrij Nikołajewicz Barinow (ros. Дми́трий Никола́евич Ба́ринов; ur. 11 września 1996 w Ogudniewie) – rosyjski piłkarz grający na pozycji pomocnika w Lokomotiwie Moskwa.

## Kariera klubowa
Treningi piłkarskie rozpoczął w wieku 9 lat w Spartaku Szczołkowo, gdzie grał przez trzy lata, po czym trafił do Olimpu Friazino, z którego później trafił do Saturna Ramienskoje. W 2013 roku trafił do Lokomotiwu Moskwa. W pierwszej drużynie tego klubu zadebiutował 16 maja 2015 w wygranym 3:0 meczu z Rubinem Kazań. W sezonie 2017/2018 wywalczył ze swoim klubem mistrzostwo Rosji.

## Kariera reprezentacyjna
Młodzieżowy reprezentant Rosji w kadrach od U-17 do U-21. W seniorskiej reprezentacji Rosji zadebiutował 8 czerwca 2019 w wygranym 9:0 meczu z San Marino.

## Osiągnięcia
- Mistrzostwo Rosji: 2017/2018